# Dirk Wolthekker
Dirk Wolthekker (Groningen, 7 december 1959) is een Nederlandse politicoloog, journalist, historicus, publicist en onderzoeker.

## Persoonlijk
Dirk Wolthekker is een kleinzoon van de Drentse SDAP-wethouder Jan Egberts Eleveld (1900-1936), die in de zomer van 1936 bij een auto-ongeluk bij Assen om het leven kwam. Over zijn grootvader schreef hij de kleine biografie Terug naar Beilen. Hij woont in Amsterdam.

## Loopbaan
Dirk Wolthekker volgde aanvankelijk een hotelschoolopleiding, waarna hij enige jaren in het buitenland werkte bij het hotelconcern Hilton International, tegenwoordig Hilton Hotels & Resorts. Vervolgens studeerde hij politicologie aan de Universiteit van Amsterdam. Hij startte na zijn studie een loopbaan in de journalistiek en schreef voor verschillende Nederlandse kranten en weekbladen over wetenschap, politiek, geschiedenis en openbaar bestuur. In 2012 begon hij aan een promotieonderzoek aan de Universiteit Leiden, waar hij op 6 juni 2017 bij hoogleraar Nederlandse geschiedenis Henk te Velde promoveerde op het onderzoek Alleen omdat ik een Van Hall ben. Gijs van Hall, 1904-1977, een onderzoek naar leven en werk van de voormalige Amsterdamse burgemeester en verzetsstrijder Gijs van Hall. Tussen 2019 en 2021 verrichtte hij onderzoek naar een rond 1900 verdwenen familielid, wat resulteerde in het boek Verre verwachtingen, over dubbelemigraties naar Zuid-Afrika en Zuid-Amerika.